# 更知乡
更知乡，是中华人民共和国四川省甘孜藏族自治州炉霍县下辖的一个乡镇级行政单位。

## 行政区划
更知乡下辖以下地区：
知日玛二村、更达一村、更达二村、措口村、瓦亚村、更娘村、知加村、德雅村、修贡村、八一村、扎龙村和提贡村。

## 中国传统村落
2012年，修贡村被评为首批“中国传统村落”。